# Santiago Castro
Ne doit pas être confondu avec Santi Castro.
 (septembre 2014).
Si vous disposez d'ouvrages ou d'articles de référence ou si vous connaissez des sites web de qualité traitant du thème abordé ici, merci de compléter l'article en donnant les références utiles à sa vérifiabilité et en les liant à la section « Notes et références ».
Santiago Castro Anido, né le 16 mai 1947 à Mugardos (Galice, Espagne), est un footballeur espagnol.

## Biographie
Santiago Castro joue en deuxième division avec le Racing de Ferrol lors de la saison 1967-1968. En 1968, il est recruté par le FC Barcelone. Il reste deux saisons au Barça. 
En 1970, il est transféré au Celta de Vigo où il joue pendant dix saisons. Il met un terme à sa carrière en 1980.

### Équipe nationale
Santiago Castro joue un match avec l'équipe d'Espagne des moins de 23 ans, le 19 février 1970 à Gênes face à l'Italie (défaite 1 à 0).